# Léon Foucault
Léon Foucault ili punim imenom Jean Bernard Léon Foucault, (Pariz, 18. rujna 1819. - Pariz, 11. veljače 1868.), francuski fizičar. Izumio je metodu mjerenja brzine svjetlosti u različitim sredstvima; utvrdio da se brzina svjetlosti mijenja obrnuto proporcionalno indeksu loma sredstva. S pomoću njihala dokazao rotaciju Zemlje (Foucaultovo njihalo). Izumio žiroskop i polarizator. Otkrio vrtložne struje (Foucaultove struje). Pronašao metodu izrade zrcala za teleskope. Usavršio dagerotipiju (preteču fotografije). Njegovo ime nalazi se na listi 72 znanstvenika ugraviranih na Eifellovom tornju.

## Životopis
Focault je bio sin pariškog izdavača. Prvo je studirao medicinu ali uskoro se prebacuje na fizičke znanosti. Poslije završenog studija počinje raditi kao asistent na predavanjima o mikroskopiji i histologiji. Pokušavao je i poboljšati fotografske procese Louis Daguerresa. Zajedno s Hippolyteom Fizeauom ispitivao je različite osobine Sunčevog svjetla, a zajedno su 1849. izračunali brzinu svjetlosti uz pomoć aparata s brzorotirajućim kugličnim ležajem (Fizeau–Foucaults aparat). Njihova mjerenja pokazala su između ostalog da je brzina svjetlosti manja u vodi nego u zraku, a pridonijeli su istraživanjima i teorijama o prirodi svjetlosti.
Léon Foucault postaje poznat široj javnosti kada je 1851. postavio njihalo na Panthéon u Parizu i tako demonstrirao da Zemlja rotira jedan krug oko svoji osi tijekom jednog dana. Kasnije je konstruktirao i dao naziv aparatu žiroskopu, koji je koristio u svojim pokusima o rotaciji Zemlje.
1855. počinje raditi kao fizičar pri astronomskom opservatoriju u Parizu i tada razvija poboljšane metode za konstrukciju i optička mjerenja kvalitete ogledala u teleskopima. Iste godine dodijeljena mu je medalja britanskog Kraljevskog društva za njegova znanstvena dostignuća. Kasnije postaje i njjihov član. 
Uz pomoć rotirajućih ogledala koja je konstruirao Charles Wheatstone, Foucault vrši nova mjerenja brzine svjetlosti i dobiva vrijednost koja odstupa manje od jednog postotka od današnje vrijednosti brzine svjetlosti.
Foucault je dao svoj znanstveni doprinos magnetizmu i elektricitetu kada je 1855. otkrio da rotirajuća bakarna ploča u magnetskom polju usporava rotaciju i grije se a što je posljedica električnih strujanja u ploči. Poboljšao je također i regulatore brzine za parne strojeve i pri generiranju električnog svjetla.
Umro je 1868., vjerojatno od posljedica multiple skleroze, a sahranjen je na groblju Montmartre u Parizu.

## Doprinosi

### Foucaultovo njihalo
Foucaultovo njihalo je jedan od najpoznatijih fizikalnih pokusa koji zorno dokazuje da se Zemlja vrti oko svoje osi, a prvi je izgradio fizičar Léon Foucault 1851. Prvo Foucaultovo njihalo se sastojalo od 28 kilograma teške olovne kugle obložene mjedom, obješene na nit koja je bila duga 67 metara (period njihanja je iznosio 17 sekundi), unutar kupole Panteona u Parizu. Na donjem kraju kugle nalazila se pisaljka koja je pisala tragove njihala na ploči posutoj pijeskom. Iz zakreta tragova utvrđeno je da se zakreće ravnina njihala kao posljedica vrtnje Zemlje oko svoje osi. Na zemljopisnoj širini u Parizu, predviđen i promatran pomak bio je oko 11° (u smjeru kazaljke na satu) na sat, tako da je trebalo 32.7 sati da Foucaultovo njihalo napravi puni krug. Foucaultova njihala sada se njišu po muzejima po cijelom svijetu. I zgrada UN-a (Ujedinjeni narodi) u New Yorku ima jedno Foucaultovo njihalo. Na Sjevernom ili Južnom polu bi ravan njihanja napravila puni krug za 24 sata, na 45° zemljopisne širine za oko 34 sati, a na ekvatoru bi mirovala.

### Foucaultove ili vrtložne struje
Foucaultove struje su električne struje velike jakosti, koje nastaju u unutrašnjosti metalnih vodiča podvrgnutih djelovanju promjenljivoga magnetskoga polja. Zbog toga što teku u zatvorenim krivuljama nalik vrtlozima, nazivaju se i vrtložne struje. U električnim strojevima (električni generator, transformator) one su nepoželjne jer zagrijavaju metalnu armaturu, što je dvostruko štetno: izazivaju gubitak energije i povišenje radne temperature stroja. Kako bi se Foucaultove struje smanjile ili oslabile, metalni se dijelovi električnih strojeva izrađuju od tankih lamela ili limova (0,3 do 5,5 mm debljine) međusobno razdvojenih izolatorom (slojem laka ili tankoga papira). Foucaultove struje mogu se i korisno upotrijebiti (kod indukcijskih peći, elektrodinamičkih prigušivača, elektromagnetskih kočnica na vozilima i drugo).

### Žiroskop
Žiroskop ili giroskop (grč. γῦρος: krug ili γυρός: okrugao, zaobljen) je mjerni instrument kojemu je glavni dio zvrk. Zvrk su poznavali već stari Kinezi. Matematičke osnove teorije zvrka dao je prvi Leonhard Euler 1765. Léon Foucault konstruirao je 1851. spravu koja mu je služila za prikazivanje činjenice da Zemlja djeluje kao zvrk, i nazvao je žiroskopom. Žiroskopi koji se upotrebljavaju u različitim uređajima imaju zvrk što rotira velikom brzinom, katkad i više od 20 000 o/min; za pogon najčešće služe asinkroni elektromotori kojima je rotor dio zvrka, a katkad se zvrk pogoni i pneumatički.